# La casetta degli orrori
La casetta degli orrori (Doom Asylum), è un film horror-commedia del 1987 diretto da Richard Friedman.
È stato il primo ruolo cinematografico di Kristin Davis, che in seguito interpreterà Charlotte York nella serie televisiva e film Sex and the City.

## Trama
Mitch Hansen e la sua fidanzata vengono uccisi da un incidente d'auto. Durante l'autopsia di Hansen, si sveglia e uccide i medici legali. Dieci anni dopo, un gruppo di amici fa un picnic vicino al manicomio dove si è tenuto il caso di Hansen. Una band punk sta usando il manicomio per praticare alcune canzoni. Tuttavia, Hansen abita ancora nel manicomio e progetta di inseguire qualsiasi intruso.

## Distribuzione
È uscito al cinema a giugno del 1987 e distribuito in VHS nel 1988 dalla Academy Entertainment, in DVD è stato distribuito dalla Code Red, mentre in Italia è stato distribuito in VHS nel 1989 dalla Videogram Italia, Eagle Home Video e Univideo, in DVD nel 2022 per la Oblivion.